# West Burrafirth (Insel)
West Burrafirth ist eine Insel, die im Westen der, zu Schottland zählenden Shetlands liegt.

## Geographie
West Burrafirth ist eine unbewohnte Insel, die vor der nördlichen Küste der Halbinsel Walls, etwa anderthalb Kilometer von dem nördlichen Ende der Bucht West Burra Firth liegt. Ortschaften in der Nähe sind Melby, etwa sechs Kilometer entfernt im Westen sowie West Burrafirth im Süden. Mit The Heag befindet sich eine kleinere Insel im Südwesten.
West Burrafirth erreicht eine Höhe von 45 Metern. Landseitig im Süden liegt der 90 Meter hohe Berg Crokna Vord.

## Historisches
Im Rahmen der historischen Gliederung Schottlands in Civil Parishes zählt West Burrafirth zu Sandsting.